# Cozi Zuehlsdorff
Cozi Noelle Zuehlsdorff, född 3 augusti 1998 i Orange County i Kalifornien, är en amerikansk skådespelare och sångerska. Hon är bland annat känd för sin roll som Hazel Haskett i filmerna Dolphin Tale och Dolphin Tale 2. Hon har även medverkat i TV-serierna Supersjukhuset (på Disney XD) i rollen som Jordan och i K.C. Hemlig agent (på Disney Channel) i rollen som Pinky Carter. 2018 spelade hon en av huvudrollerna i filmen Freaky Friday som hade premiär på Disney Channel den 10 augusti samma år.